# Mount Rainier

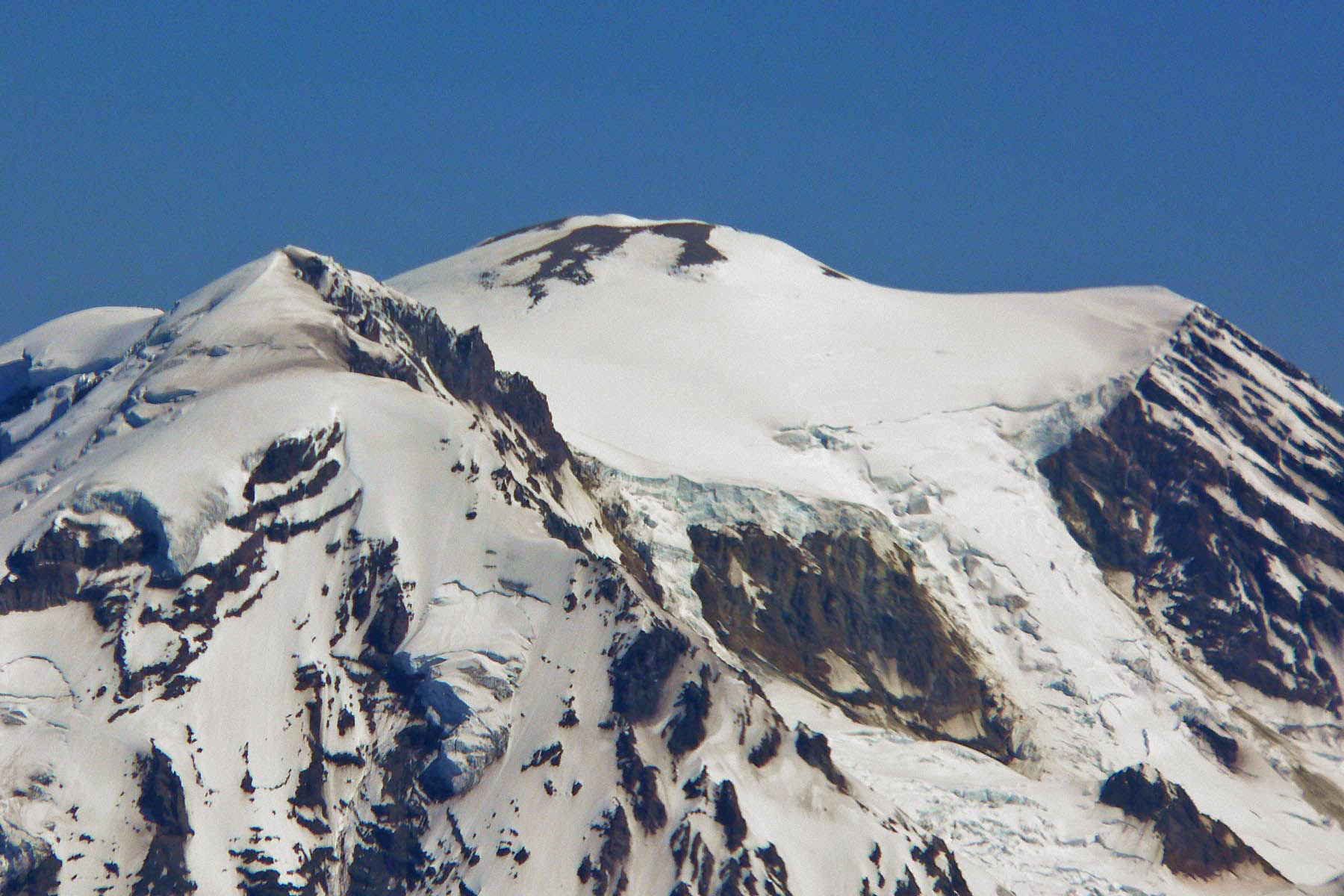
Pohled na tři vrcholky hory Mount Rainier.

Mount Rainier je aktivní sopka v USA, nacházející se zhruba 87 kilometrů jihovýchodně od města Seattle ve státě Washington. Jedná se o masivní stratovulkán a zároveň o topograficky nejprominentnější horu pevninských Spojených států a Kaskádového pohoří. Její vrchol se nachází v nadmořské výšce 4 392 metrů. Mount Rainier je považována za jeden z nejnebezpečnějších vulkánů světa, proto ji společně s dalšími patnácti sopkami ve světě Mezinárodní asociace vulkanologie a chemismu zemského nitra (IAVCEI) zapsala do seznamu Decade Volcanoes. Kvůli obrovskému množství vody, které udržují místní ledovce, by případná erupce uvolnila masivní lahary, jejichž výsledkem by bylo zatopení celého údolí řeky Puyallup a města Tacoma. V současnost není Mount Rainier činná, k poslední erupci došlo v prosinci 1894.

## Geografie
Mount Rainier je nejvyšší horou státu Washington a celého Kaskádového pohoří. Její topografická prominence činí 4 030 metrů, což je o 10 metrů více než prominence hory K2. Při jasném počasí je viditelná z většiny území metropolitní oblasti Seattle-Tacoma. Pokud je obloha vskutku výjimečně jasná, mohou ji zahlédnout i obyvatelé měst Portland v Oregonu a Victoria v Kanadě.
S 26 ledovci a celkem 93 km² sněhových polí a ledovců se jedná o nejvíce zaledněný vrchol 48 pevninských států USA. Na vrcholku hory se nachází dva velké sopečné krátery, z nichž každý má průměr více než 300 metrů. Východní je však větší než jeho západní druh. Geotermální teplo, které sopka vyzařuje, zajišťuje, aby nebyly okraje těchto kráterů pokryté sněhem nebo ledem. Také zapříčinilo vytvoření největší sítě sopečných ledovcových jeskynní na světě, s délkou chodeb až 3 kilometry. Malé kráterové jezero, o velikosti 40 × 9 metrů a hloubce 5 metrů, je se svými 4 329 metry nad mořem nejvýše položeným jezerem Severní Ameriky a nachází se v nejnižší části západního kráteru, pod 30 metry ledu, takže je přístupné pouze díky jeskyním.
Z ledovců na vrcholu pramení řeky Carbon, Cowlitz, Mowich, Nisqually nebo Puyallup. Bílá řeka pochází z Winthropova ledovce, Emmonsova ledovce a ledovce Fryingpan. Carbon, Mowich a Bílá řeka nakonec své vody odvádí do Puyallup, která stejně jako Nisqually ústí do Pugetova zálivu. Výjimkou je pouze řeka Cowlitz, která teče do řeky Columbie a ta pak ústí přímo do Tichého oceánu.

### Vrcholy
Široký vrchol hory Mount Rainier obsahuje tři pojmenované vrcholky. Ten nejvyšší nese jméno Columbia Crest (4 392 m). Druhý nejvyšším je Point Success (4 315 m), nacházející se na jižní straně hřebenu. Jeho topografická prominence činí pouze 42 metrů, takže se de facto nejedná o samostatný vrchol. Nejnižší Liberty Cap (4 301 m) leží na severozápadní straně, nad Svobodným hřebenem nebo Willisovou zdí. Jeho prominence dosahuje 150 metrů, což z něj dělá sporný samostatný vrchol.
Na východním svahu Mount Rainier se ve výšce 3 395 metrů nad mořem nachází vrchol známý jako Little Tahoma Peak, erodovaný pozůstatek bývalé, daleko vyšší podoby celé Mount Rainier. Jeho topografická prominence je 262 metrů, a tak je považován za samostatný vrchol. Prakticky se tedy jedná o třetí nejvyšší bod státu Washington.

## Geologie

Hazardová mapa v případě erupce. V šedém okruhu hrozí nebezpečí od laharů, pyroklastických proudů, sopečných pum a spadu tefry. Zbylé červené, oranžové a žluté zóny označují okolí řek, kudy se proženou lahary.

Mount Rainier patří mezi stratovulkány Kaskádového sopečného oblouku. Zdejší ložiska lávy jsou až 840 tisíc let stará a jsou částí Liliové formace. Kdysi tvořila sopečný vrchol, který předcházel nynější Mount Rainier. Ta je až 500 tisíc let stará.
Jedná se o velice erodovanou sopku s ledovci, tvořena především andezitem a v menší míře také dacitem. Kdysi pravděpodobně vyčnívala do větší výšky, nejspíš okolo 4 900 metrů, než však před 5 tisíci lety došlo k velké sutinové lavině a k Osceolskému laharu.
V minulosti bylo takových lavin a laharů mnoho, a to díky přítomnosti velkého množství ledovců. Lahary pak vždy cestují celých 50 kilometrů k pobřeží Pugetova zálivu. Asi před 5 tisíci lety se odlomil velký kus vulkánu, který vytvořil obrovskou lavinu sutin a ta měla na svědomí Osceolský lahar, který pokryl celé území dnešního města Tacoma a jižní část Seattlu. Při této události přišla hora o svých svrchních 500 metrů. Před asi 540 lety hora vyprodukovala Elektronový lahar, který však nebyl tak velký.
Po již zmíněném obrovském kolapsu před 5 tisíci lety, byl nový vrcholek zformován již před tisícem let, díky erupcím produkujícím lávu a tefru. Na místě bylo nalezeno až 11 vrstev holocenní tefry.

### Činnost sopky a hrozby

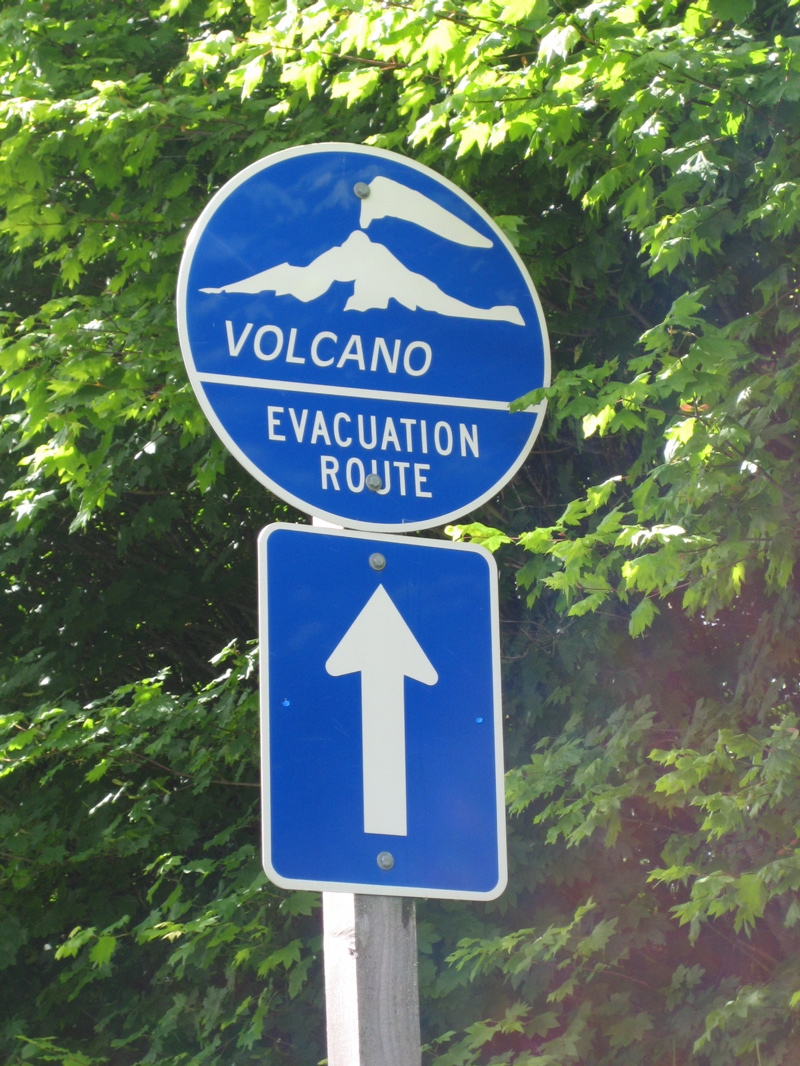
Značka ukazující evakuační stezku z rizikových oblasti při erupci.

Poslední zaznamenaná erupce sopky se odehrála mezi lety 1820 a 1854, mnoho svědků ale nahlásilo sopečnou aktivitu také v letech 1858, 1870, 1879, 1882 a 1894.
Mount Rainier je zapsaná na seznamu Decade Volcanoes. Přestože se jedná stále o aktivní sopku, v roce 2010 neexistovaly žádné důkazy o bezprostředně hrozící erupci. Pokud by u Mount Rainier nastala stejně velká (VEI 5) jako u Mount St. Helens v květnu 1980, dopady by byly několikanásobně větší. Především kvůli většímu množství ledovců a také díky faktu, že území pod Mount Rainier je více obydlené. Největší hrozbu představují lahary, jelikož mnoho zdejších obcí se nachází na místech, kudy lahary dřívějších erupcí proudily do moře. Podle USGS v těchto obcích žije až 150 tisíc obyvatel. Vulkán také ohrožuje hydrotermální aktivita, která snižuje jeho pevnost. Podle geologa Geoffa Claytona by lahar podobný jako Osceolský lahar před 5 tisíci lety zničil celá města Enumclaw, Orting, Kent, Auburn, Puyallup, Sumner a Renton. Dostal by se též do ústí řeky Duwamish, kde by zničil část centra města Seattle a způsobil tsunami na Pugetově zálivu a Washingtonově jezeře. V Kanadských Kaskádách se nachází vulkán s podobnou minulostí, Mount Meager. Ten v posledních 8 tisících letech způsobil několik masivních sesuvů půdy a potkala ho i velice ničivá erupce. Další hrozby, které Mount Rainier představuje, jsou pyroklastické proudy a lávové proudy. 
Dopady potenciálního sopečného výbuchu mírně snižují varovné sirény a vyznačené evakuační cesty v okrese Pierce. Více zalidněný okres King by byl v případě erupce rovněž ohrožen sopečnými bahnotoky, ale zatím nemá žádný výstražný systém. Od roku 2001 totiž přestalo financování federální vlády na ochranu před tímto živlem. Některá města a obce v ohrožených oblastech, jako je například Orting se obávají, aby nedošlo k podobné katastrofě jako na kolumbijské sopce Nevado del Ruiz roku 1985. Po roztátí ledovců při erupci se spustily masivní lahary, které následně zasáhly 48 km vzdálené město Armero, čítající 29 tisíc obyvatel. Zahynulo v něm přes 23 tisíc osob.

### Seismický profil
V blízkosti vrcholku hory je obvykle každý měsíc zaznamenáno až pět zemětřesení. Občas se vyskytne roj pěti až desíti menších během pouhých tří dnů, především ve hloubce menší než 4 kilometry pod vrcholem. Tato zemětřesení pravděpodobně způsobuje cirkulace termální vody pod horou. Díky ním existují v národním parku Mount Rainier mnohé teplé prameny a parní průduchy. Zemětřesné roje jsou však pro vulkány typické a jen vzácně jsou spojovány se sopečnou činností. V nedávné době se odehrály v letech 2002, 2004 a 2007, kdy dosahovaly až 3,2 stupňů na Richterově stupnici. Další roj se odehrál roku 2009. Tehdy proběhlo nejvíc otřesů od začátku monitorování Mount Rainier. Poslední se objevily v letech 2011 a 2021.

### Ledovce
Ledovce patří mezi nejviditelnější a nejdynamičtější složkou celé hory. Mezi jejich funkce patří eroze vulkanického kuželu a napájení několika řek, které jsou často využívány v hydroenergetice a k zavlažování. 26 velkých ledovců a celoroční sněhové pokrývky celkem pokrývají 93 km² povrchu hory a jejich objem činí 4,2 km³.
Ledovce se pohybují díky gravitaci, sjíždějí dolů po svazích a navíc se deformují, jelikož se v nich přemisťují ledové krystalky. Největší rychlost má ledovec těsně nad povrchem a kolem vlastní osy. V květnu 1970 bylo změřeno, že Nisquallyjský ledovec se pohybuje rychlostí až 74 centimetrů za den. Rychlosti ledovců jsou díky většímu tání vody větší v letním období.
V minulosti velikost ledovců na hoře kolísala, například při poslední době ledové, která začala před 25 tisíci lety a skončila o 15 tisíc let později, dosahovaly ledovce Mount Rainier až k okraji nynější pánve Pugetova zálivu.
Mezi 14. a 19. stoletím, během tzv. Malé doby ledové, se mnohé ledovce hory rozšířily do nejnižší nadmořské výšky od poslední doby ledové. Podobné jevy se během tohoto období odehrávaly po celém světě. Například Emmonsův ledovec se za tu dobu přiblížil na 2 kilometry k nynějšímu tábořišti White River.
Až do roku 1920 tyto ledovce ustupovaly pomalu, ale pak se jejich ústup zrychlil. Mezi vrcholem Malé doby ledové a rokem 1950 ztratily až čtvrtinu své celkové délky. V dalších třiceti letech je však čekalo mírné rozšiřování, jelikož v té době bylo podnebí o něco chladnější a několik zim přineslo vskutku bohaté sněhové nadílky. Od začátku 80. let minulého století však ledovce opět mírně ustupují.

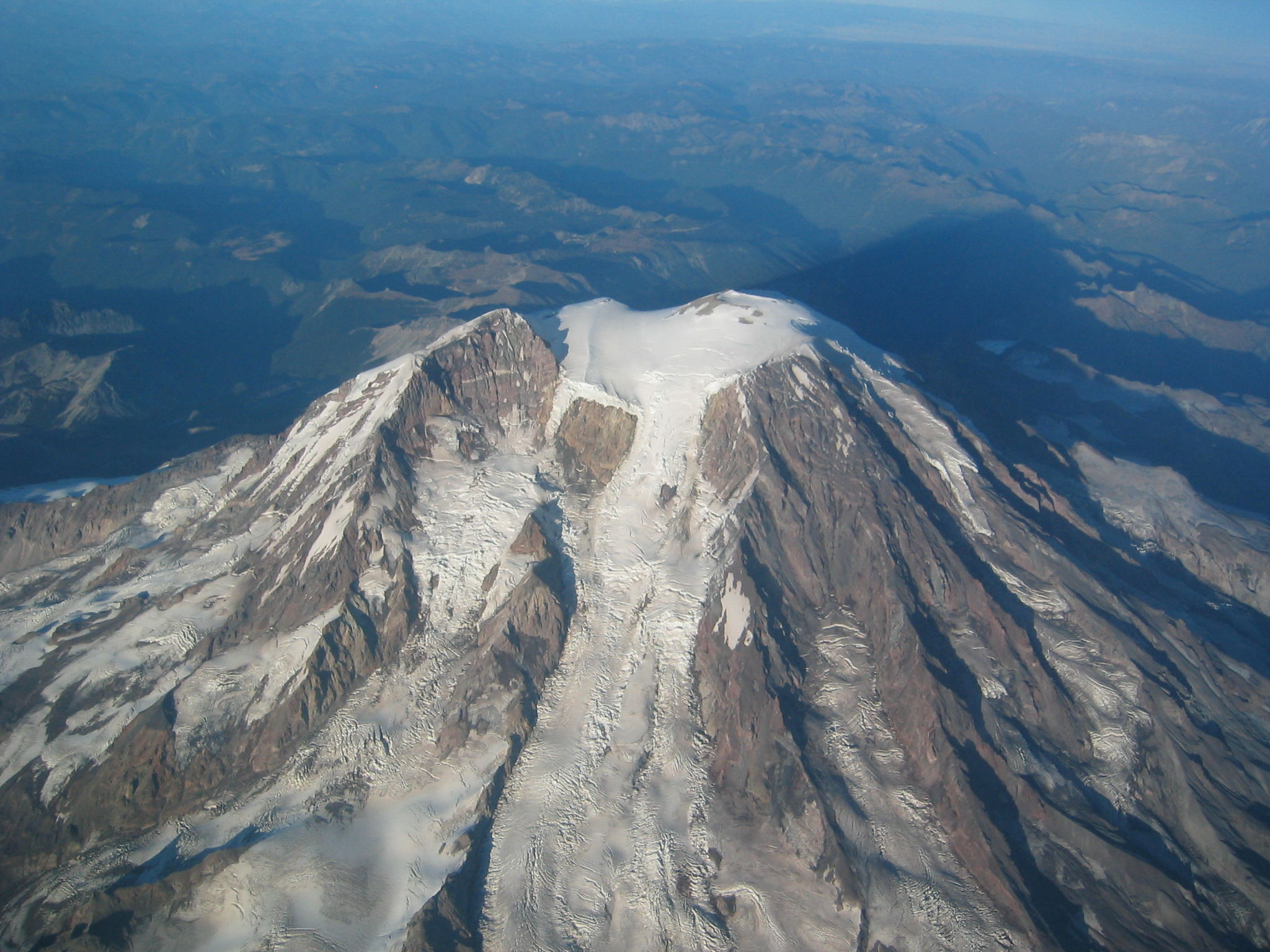
Ledovec Tahoma (uprostřed).

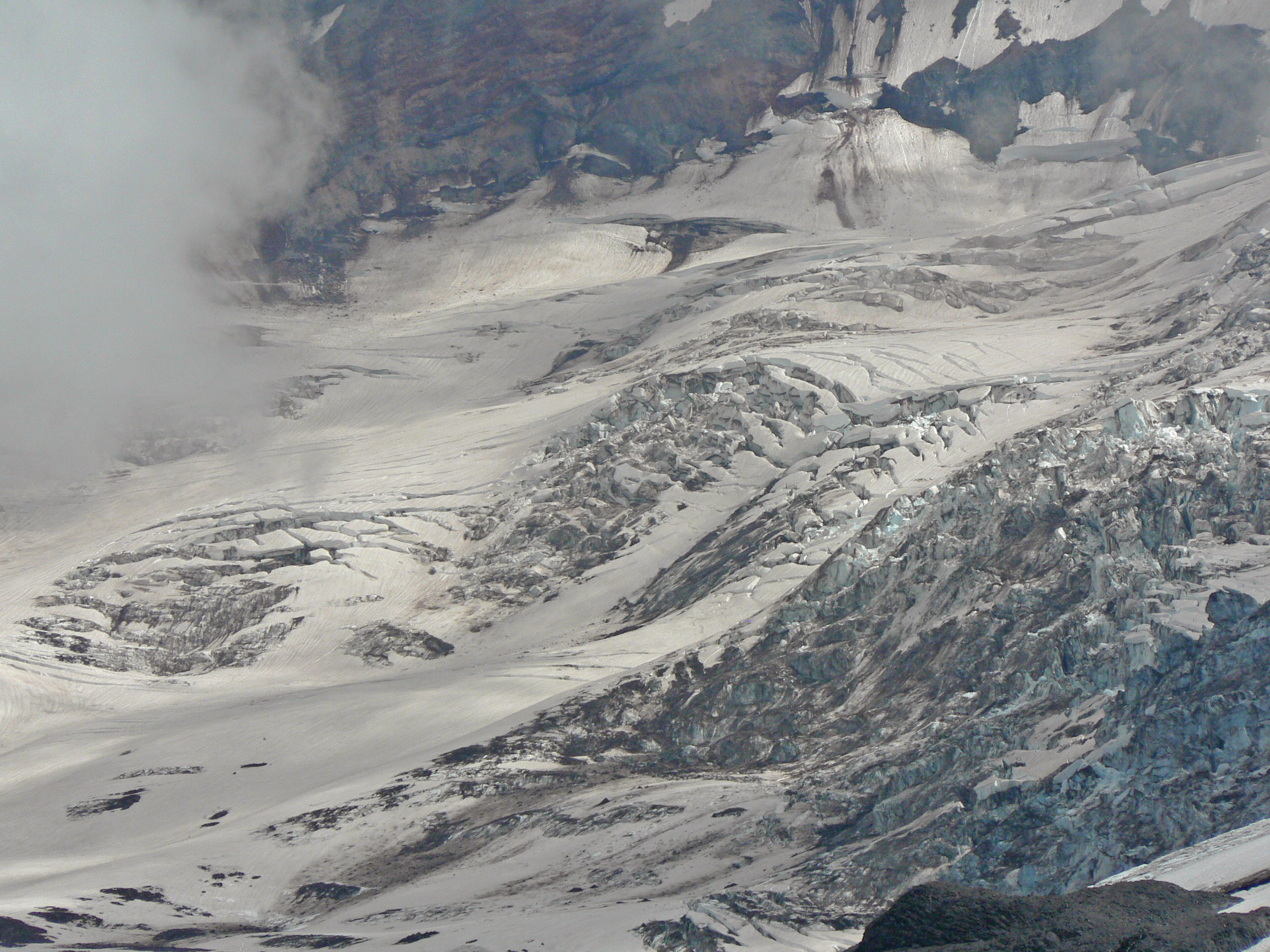
Carbonský ledovec.

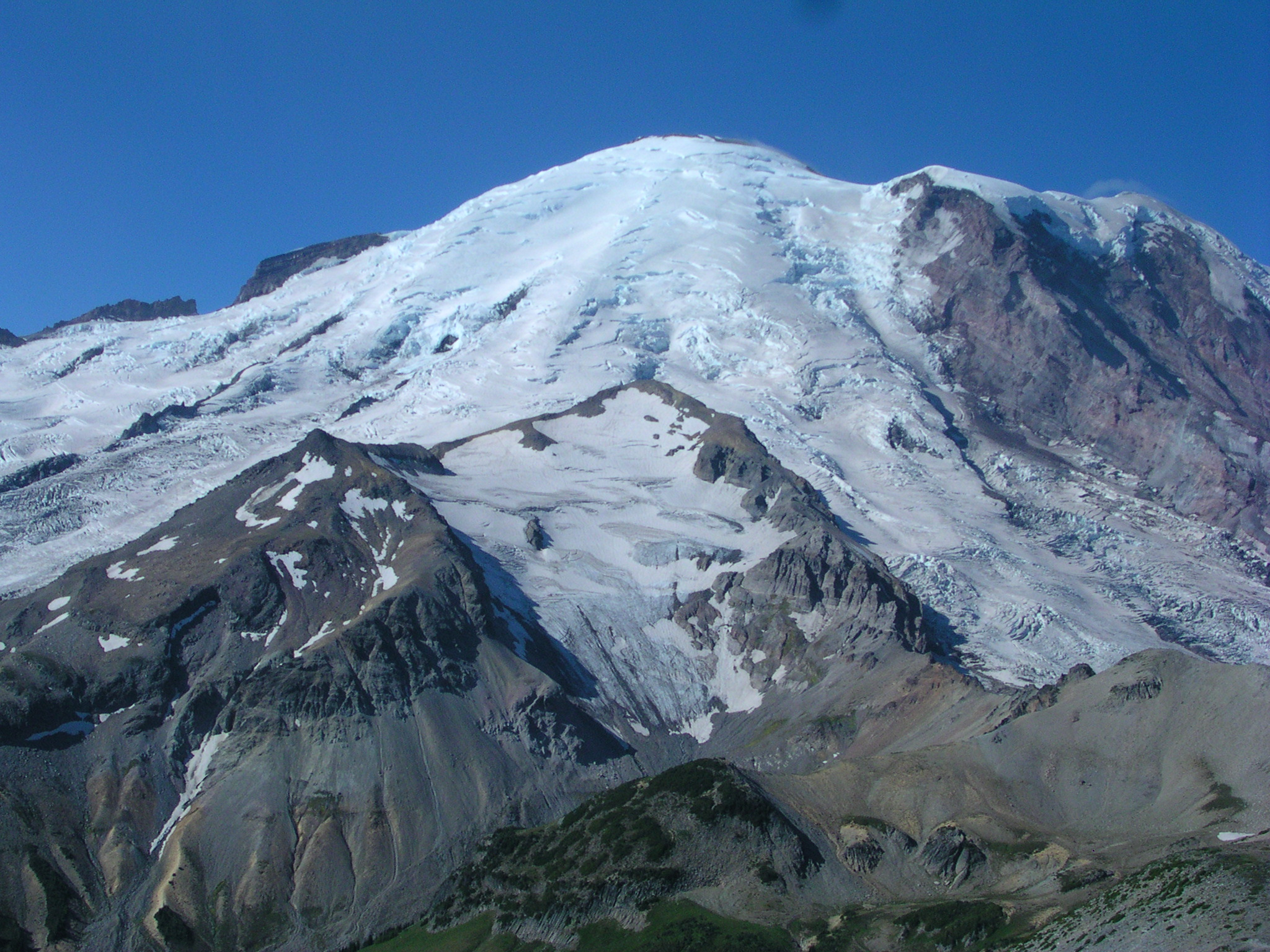
Emmonsův ledovec (vlevo), Winthropův ledovec (vpravo)
a ledovec Inter (uprostřed).

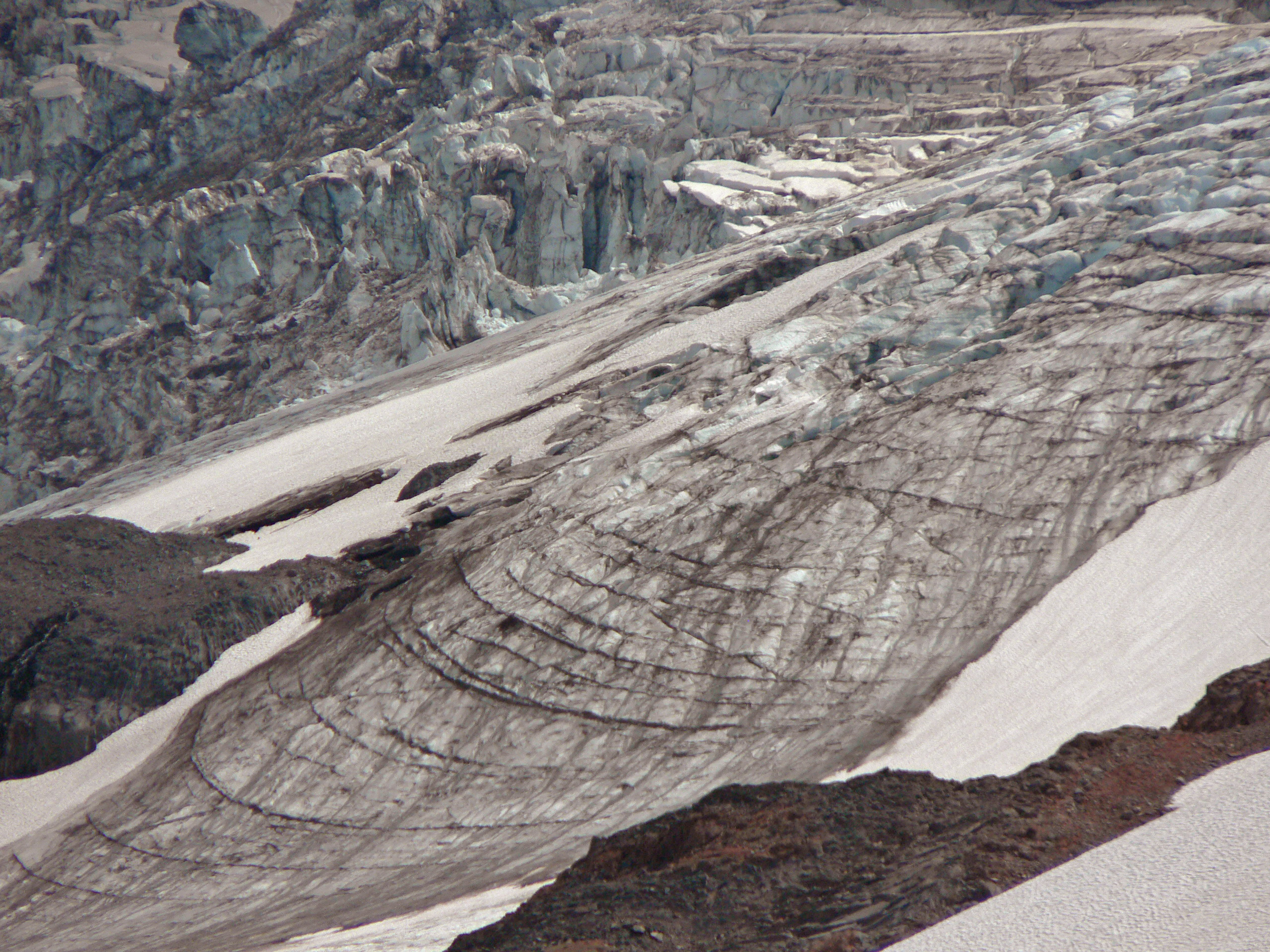
Ledovec Russel.

| Povodí                                              | Ledovec            | Objem           | Celkový objem     | Plocha     | Celková plocha |
| --------------------------------------------------- | ------------------ | --------------- | ----------------- | ---------- | -------------- |
| Cowlitz                                             | Sněhová vyležiska  | 19,822 mil. m³  | 572 mil. m³       | 1,301 km²  | 13,508 km²     |
| Cowlitz                                             | Whitman            | 124,594 mil. m³ | 572 mil. m³       | 2,211 km²  | 13,508 km²     |
| Cowlitz                                             | Ingraham           | 198,218 mil. m³ | 572 mil. m³       | 3,958 km²  | 13,508 km²     |
| Cowlitz                                             | Cowlitz            | 169,901 mil. m³ | 572 mil. m³       | 3,419 km²  | 13,508 km²     |
| Cowlitz                                             | Paradise           | 22,653 mil. m³  | 572 mil. m³       | 1,013 km²  | 13,508 km²     |
| Cowlitz                                             | Ohanapecosh        | 36,812 mil. m³  | 572 mil. m³       | 1,607 km²  | 13,508 km²     |
|                                                     |                    |                 |                   |            |                |
| Nisqually                                           | Sněhová vyležiska  | 8,495 mil. m³   | 631,466 mil. m³   | 0,771 km²  | 16,574 km²     |
| Nisqually                                           | Muir Snowfield     | 19,822 mil. m³  | 631,466 mil. m³   | 0,938 km²  | 16,574 km²     |
| Nisqually                                           | Nisqually          | 220,871 mil. m³ | 631,466 mil. m³   | 4,617 km²  | 16,574 km²     |
| Nisqually                                           | Wilson             | 53,802 mil. m³  | 631,466 mil. m³   | 1,44 km²   | 16,574 km²     |
| Nisqually                                           | Kautz              | 36,812 mil. m³  | 631,466 mil. m³   | 1,152 km²  | 16,574 km²     |
| Nisqually                                           | Success            | 14,158 mil. m³  | 631,466 mil. m³   | 0,687 km²  | 16,574 km²     |
| Nisqually                                           | Van Trump          | 14,158 mil. m³  | 631,466 mil. m³   | 0,622 km²  | 16,574 km²     |
| Nisqually                                           | Pyramid            | 11,327 mil. m³  | 631,466 mil. m³   | 0,539 km²  | 16,574 km²     |
| Nisqually                                           | South Tahoma       | 130,258 mil. m³ | 631,466 mil. m³   | 2,824 km²  | 16,574 km²     |
| Nisqually                                           | Tahoma             | 121,762 mil. m³ | 631,466 mil. m³   | 2,982 km²  | 16,574 km²     |
|                                                     |                    |                 |                   |            |                |
| Puyallup                                            | Sněhová vyležiska  | 11,327 mil. m³  | 1 070,377 mil. m³ | 0,92 km²   | 23,244 km²     |
| Puyallup                                            | Tahoma             | 334,139 mil. m³ | 1 070,377 mil. m³ | 5,649 km²  | 23,244 km²     |
| Puyallup                                            | North Mowich       | 269,010 mil. m³ | 1 070,377 mil. m³ | 6,169 km²  | 23,244 km²     |
| Puyallup                                            | Liberty Cap        | 2,832 mil. m³   | 1 070,377 mil. m³ | 0,158 km²  | 23,244 km²     |
| Puyallup                                            | Flett              | 5,663 mil. m³   | 1 070,377 mil. m³ | 0,297 km²  | 23,244 km²     |
| Puyallup                                            | Edmonds            | 31,149 mil. m³  | 1 070,377 mil. m³ | 1,394 km²  | 23,244 km²     |
| Puyallup                                            | South Mowich       | 127,426 mil. m³ | 1 070,377 mil. m³ | 3,567 km²  | 23,244 km²     |
| Puyallup                                            | Puyallup           | 288,832 mil. m³ | 1 070,377 mil. m³ | 5,091 km²  | 23,244 km²     |
|                                                     |                    |                 |                   |            |                |
| Carbon                                              | Sněhová vyležiska  | 14,158 mil. m³  | 812,694 mil. m³   | 0,883 km²  | 12,096 km²     |
| Carbon                                              | Carbonský ledovec  | 710,753 mil. m³ | 812,694 mil. m³   | 7,915 km²  | 12,096 km²     |
| Carbon                                              | Russel             | 87,782 mil. m³  | 812,694 mil. m³   | 3,298 km²  | 12,096 km²     |
|                                                     |                    |                 |                   |            |                |
| White River                                         | Sněhová vyležiska  | 28,317 mil. m³  | 1 336,555 mil. m³ | 1,728 km²  | 26,635 km²     |
| White River                                         | Winthropův ledovec | 523,862 mil. m³ | 1 336,555 mil. m³ | 9,114 km²  | 26,635 km²     |
| White River                                         | Emmonsův ledovec   | 673,941 mil. m³ | 1 336,555 mil. m³ | 11,167 km² | 26,635 km²     |
| White River                                         | Inter              | 16,990 mil. m³  | 1 336,555 mil. m³ | 0,780 km²  | 26,635 km²     |
| White River                                         | Fryingpan          | 82,119 mil. m³  | 1 336,555 mil. m³ | 3,270 km²  | 26,635 km²     |
| White River                                         | Sarvent            | 11,327 mil. m³  | 1 336,555 mil. m³ | 0,576 km²  | 26,635 km²     |
| Celkem                                              | Celkem             | Celkem          | 4 423,091 mil. m³ |            | 92,058 km²     |
| Poznámka: Údaje pochází ze studie USGS z roku 1986. |                    |                 |                   |            |                |

## Lidská historie

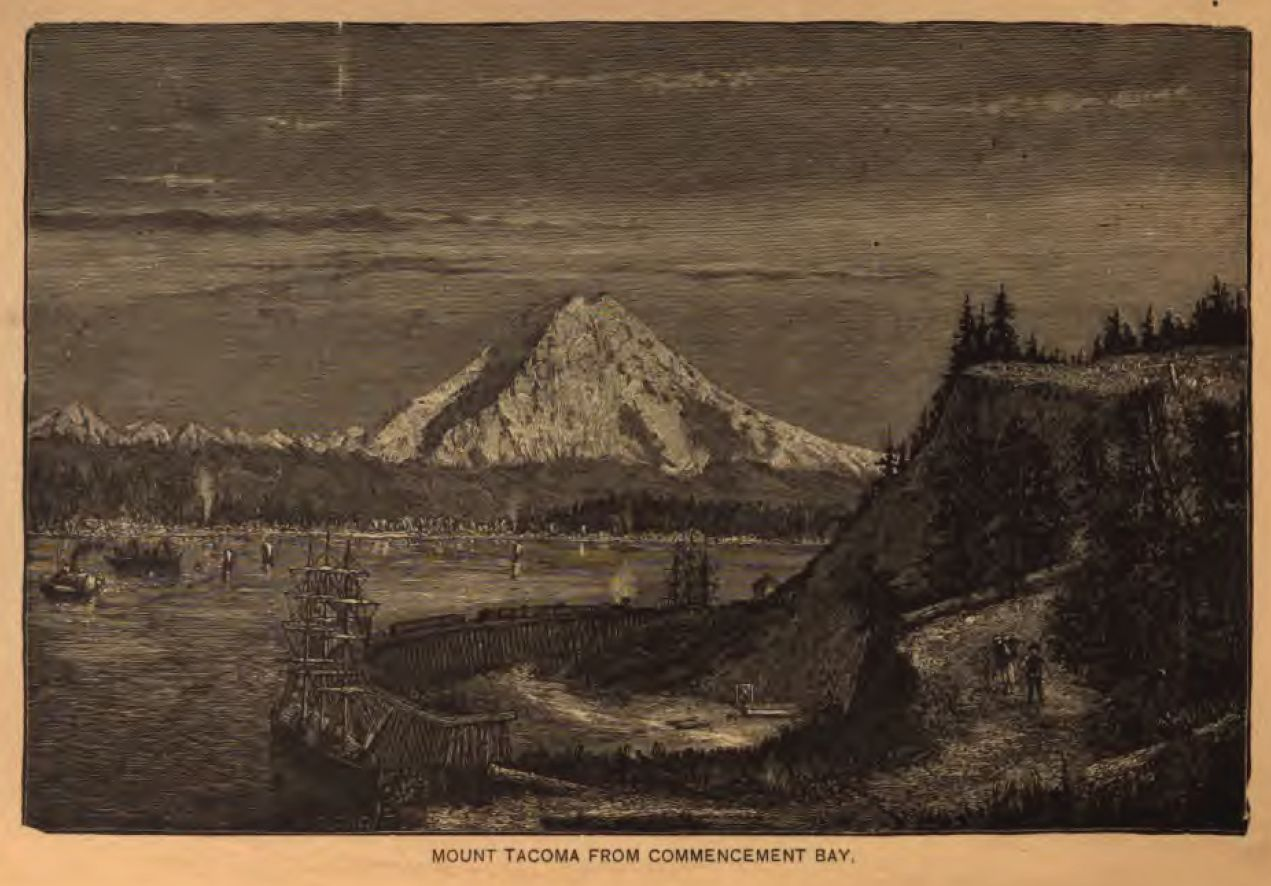
Historická pohlednice z Tacomy z roku 1888.

Původní obyvatelé nazývali Mount Rainier Talol nebo Tacoma, což v jazyce Pujalupů znamenalo „matka vod“. Existuje však jiná teorie, že Tacoma znamená „vyšší než Koma“, což je indiánské označení pro Mount Baker.
V době prvního kontaktu s bělochy obývaly území a údolí kolem hory četné indiánské kmeny. V okolních lesích lovili původní obyvatelé zvěř a na lučinách sbírali plody. Mezi zdejší kmeny patřily Nisquallyjci, Kaulicové, Jakimové, Pujalupové a Muckleshootové.
Prvním Evropanem, který zahlédl Mount Rainier, se stal v květnu 1792 kapitán George Vancouver. Při své expedici ji pojmenoval po svém kontradmirálovi Peteru Rainierovi.
V roce 1833 prozkoumal zdejší území při hledání léčivých rostlin doktor William Fraser Tolmie a v roce 1870 uskutečnili Hazard Stevens a P. B. Van Trump první úspěšný výstup na vrchol hory. Za něj si při návratu do ulic města Olympia dočkali bouřlivého potlesku. V roce 1888 na horu vylezl i John Muir. Přestože se mu výhled z vrcholu líbil, tak prohlásil, že nejhezčí pohled je ze zdola. Později se Muir stal jedním z mnoha, kteří bojovali za legální ochranu území okolo hory. Roku 1893 bylo území kolem Mount Rainier prohlášeno pacifickou lesní rezervací, za účelem ochrany fyzických a ekonomických zdrojů, kterými bylo dřevo a četné říční prameny.
Za účelem ochrany zdejší scenérie a poskytování zábavy pro obyvatelstvo se zdejší podniky a železnice snažily o vytvoření národního parku, který by zvýšil turismus v oblasti. V březnu 1899 vytvořil prezident William McKinley národní park Mount Rainier jako pátý ve Spojených státech. Kongres věnoval park pro prospěch a potěšení lidu, ochraně dřeva, minerálních ložisek, přírodních kuriozit a dalších divů v rámci parku a jejich zachování v původní kondici.
V roce 1998 začal USGS instalaci systému varujícího před lahary, aby byla usnadněna evakuace z rizikových oblastí údolí řeky Puyallup. Nyní má tento systém na starosti oddělení pohotovosti a správy okresu Pierce. Tacoma se nachází 60 kilometrů od hory při ústí řeky Puyallup do moře, na březích řeky stojí také města Puyallup a Orting.
Washingtonský státní čtvrťák, který byl vydán do oběhu v dubnu 2007, má na sobě Mount Rainier a lososa.

### Kontroverzní název

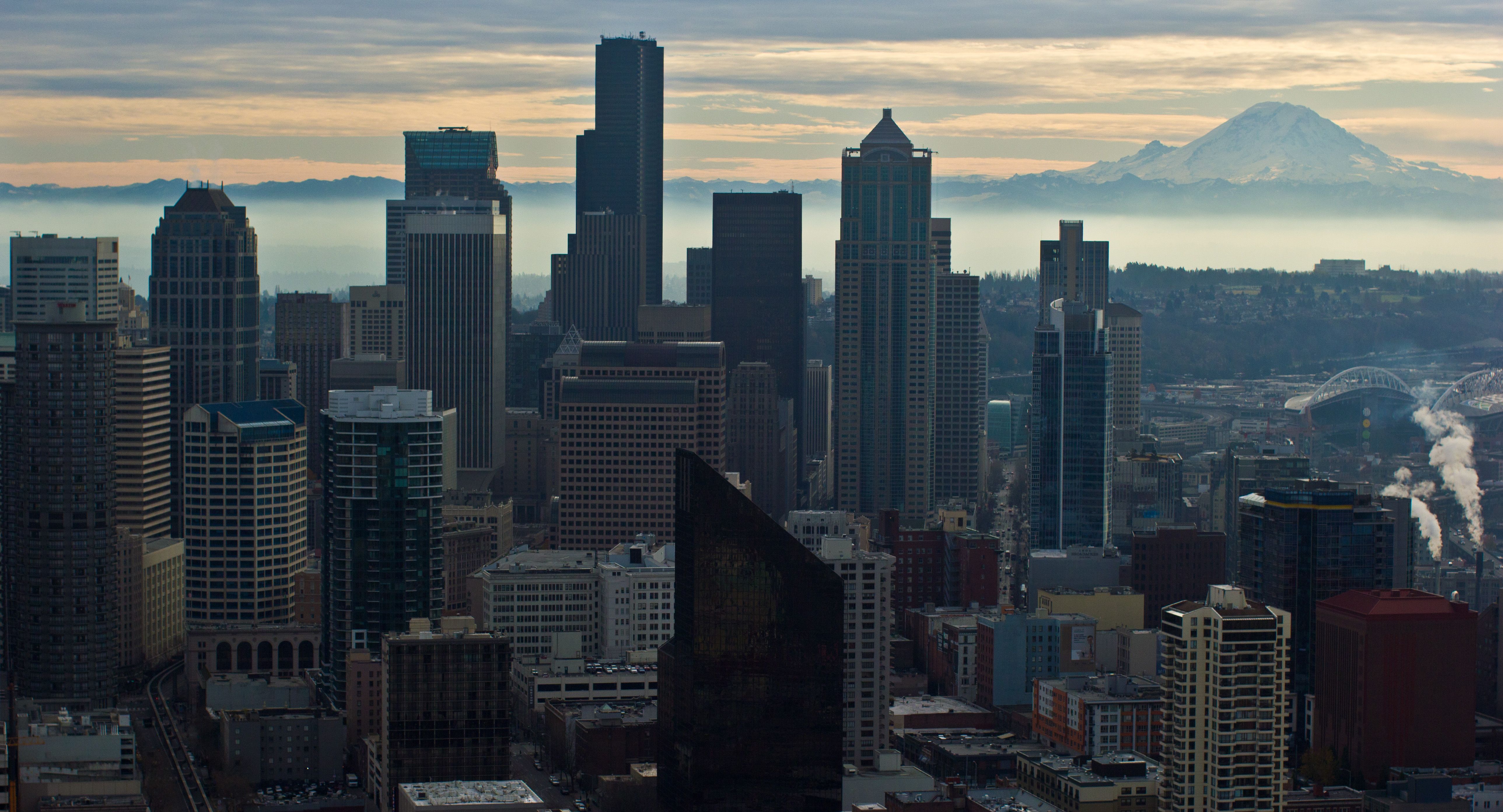
Pohled na Seattle a horu Mount Rainier.

Přestože Mount Rainier je považováno za oficiální jméno hory, Theodore Winthrop ji ve své knize The Canoe and the Saddle říká Mount Tacoma. Dílo pochází z roku 1862, tedy z období, kdy byla pro horu používána obě jména. Je však pravda, že název Mount Tacoma byl užíván spíše ve městě Tacoma a jeho blízkém okolí.
Až v roce 1890 však Rada geografických názvů Spojených států rozhodla, že jejím oficiálním názvem bude Mount Rainier. I kvůli tomu byla v roce 1897 zdejší Pacifická lesní rezervace přejmenována na Lesní rezervaci Mount Rainier, jejíž trvání skončilo o tři roky později vytvořením národního parku. Přesto existovaly snahy navrátit hoře jméno Mount Tacoma, a to tak silné, že se jimi až do roku 1924 zabýval Kongres.

## Horolezectví a rekreace

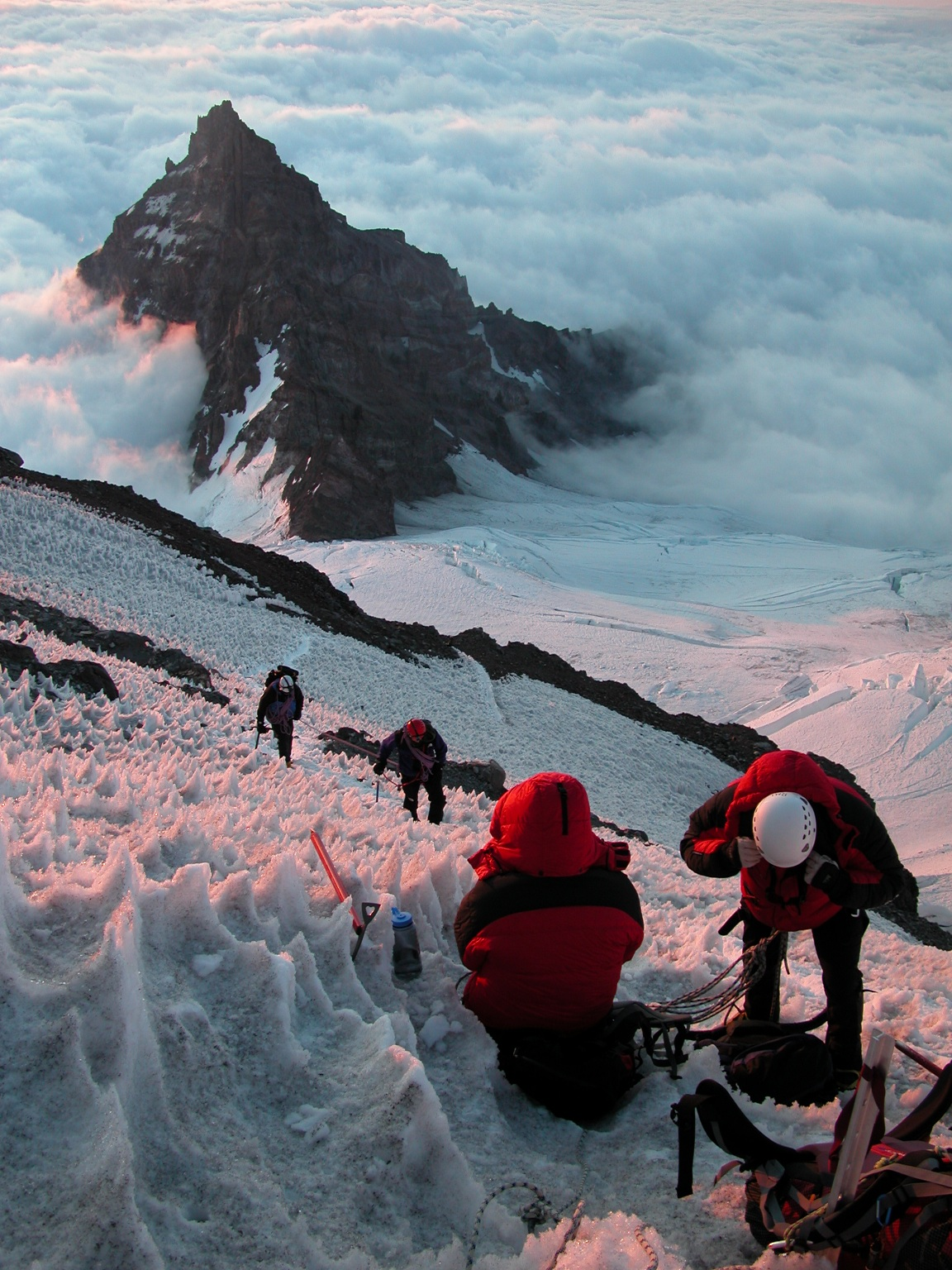
Horolezci nad vrcholkem Little Tahoma Peak.

Horolezectví na Mount Rainier je obtížné, především díky tomu, že se zde nachází největší americké ledovce mimo Aljašku. Většině horolezců výstup na vrchol zabere dva až tři dny. Pro zdolání Mount Rainier je nutná zkušenost v překonávání ledovců, putování divočinou a sebezáchrany. Každý rok se o výstup pokouší 8 až 13 tisíc lidí, z nichž 90 procent šplhá po jihovýchodním svahu přes Camp Muir. Zbytek lezců využívá severovýchodního svahu a cesty přes Emmonsův ledovec a Camp Schurman. Okolo poloviny pokusů bývá úspěšných, nejčastějším důvodem selhání je nepřízeň počasí.
V roce 2012 získala hora obrovský zájem veřejnosti, když jeden ze správců parku (rangers) přišel o život při záchraně několika horolezců uvízlých v bouři. Když pomáhal horolezcům do helikoptéry, spadl a po svazích padal asi kilometr, přičemž na místě zemřel. Pravděpodobně navíc padal bokem napřed. V turistickém centru v Paradise mu byl po čtyřech dnech postaven pomník.
Nejhorší horolezecká nehoda se na hoře udála v roce 1981, kdy přišlo o život jedenáct lidí na Ingrahamově ledovci. V rámci Mount Rainier se jedná, co do počtu obětí, k nejtragičtějšímu neštěstí od roku 1946, kdy v blízkosti Jižního Tahomského ledovce havarovalo letadlo s 32 lidmi. Každý rok si hora vyžádá v průměru dva životy. Zejména vinou pádů skal, ledu, lavin nebo podchlazení.
V národním parku obklopujícím horu patří mezi nejoblíbenější aktivity pěší turistika, běh na lyžích, fotografování nebo táboření. K blízkosti hory se dá dostat právě díky turistickým stezkám, z nichž ta nejznámější, Wonderland Trail, měří 150 kilometrů a vede okolo všech stran hory. Populární jsou zde také zimní sporty jako běh na lyžích či na sněžnicích.